# Gunnarsboðaalda
Gunnarsboðaalda är en kulle i republiken Island. Den ligger i regionen Suðurland, 190 km öster om huvudstaden Reykjavík. Toppen på Gunnarsboðaalda är 41 meter över havet.
Trakten runt Gunnarsboðaalda är nära nog obefolkad, med mindre än två invånare per kvadratkilometer. Det finns inga samhällen i närheten. Trakten runt Gunnarsboðaalda består i huvudsak av gräsmarker.